# Kajakarstwo na Letnich Igrzyskach Olimpijskich 2004 – K-1 500 m mężczyzn
K-1 500 m mężczyzn – jedna z konkurencji rozgrywanych w ramach kajakarstwa, podczas letnich igrzysk olimpijskich w 2004. Eliminacje odbyły się 24 sierpnia, półfinały miały miejsce 26 sierpnia a finał został rozegrany 28 sierpnia.
Do eliminacji zgłoszonych zostało 28 zawodników. W eliminacjach, do półfinału wchodziło po 6 najszybszych kajakarzy z każdego biegu oraz trzech uczestników eliminacji z najlepszymi czasami, którzy jednocześnie zajmowali pozycję gorszą niż szóstą. Trójka najszybszych zawodników z każdego biegu półfinałowego awansowała do finału.
Zawody w tej konkurencji wygrał reprezentant Kanady Adam van Koeverden. Drugą pozycję zajął zawodnik z Australii Nathan Baggaley, trzecią zaś reprezentujący Wielką Brytanię Ian Wynne.

## Wyniki

### Eliminacje
Bieg 1
| Miejsce | Zawodnik             | Państwo   | Wynik    |
| ------- | -------------------- | --------- | -------- |
| 1.      | Eirik Verås Larsen   | Norwegia  | 1:36,905 |
| 2.      | Nathan Baggaley      | Australia | 1:37,997 |
| 3.      | Bâbak Amir-Tahmasseb | Francja   | 1:39,401 |
| 4.      | Michael Kolganov     | Izrael    | 1:39,745 |
| 5.      | Kimmo Latvamäki      | Finlandia | 1:40,645 |
| 6.      | Anders Gustafsson    | Szwecja   | 1:40,689 |
| 7.      | Andriej Szkiotow     | Rosja     | 1:40,809 |

Bieg 2
| Miejsce | Zawodnik       | Państwo         | Wynik    |
| ------- | -------------- | --------------- | -------- |
| 1.      | Ian Wynne      | Wielka Brytania | 1:37,341 |
| 2.      | Ákos Vereckei  | Węgry           | 1:37,589 |
| 3.      | Petar Merkov   | Bułgaria        | 1:38,725 |
| 4.      | Andrea Facchin | Włochy          | 1:40,025 |
| 5.      | Carlos Pérez   | Hiszpania       | 1:40,149 |
| 6.      | Anton Ryakhov  | Uzbekistan      | 1:42,253 |
| 7.      | Liu Haitao     | Chiny           | 1:43,337 |

Bieg 3
| Miejsce | Zawodnik           | Państwo    | Wynik    |
| ------- | ------------------ | ---------- | -------- |
| 1.      | Adam van Koeverden | Kanada     | 1:37,591 |
| 2.      | Javier Correa      | Argentyna  | 1:38,675 |
| 3.      | Lutz Altepost      | Niemcy     | 1:38,859 |
| 4.      | Emanuel Silva      | Portugalia | 1:40,067 |
| 5.      | Sebastián Cuattrin | Brazylia   | 1:40,999 |
| 6.      | Martin Chorváth    | Słowacja   | 1:42,383 |
| 7.      | Simon Fäh          | Szwajcaria | 1:42,415 |

Bieg 4
| Miejsce | Zawodnik            | Państwo           | Wynik    |
| ------- | ------------------- | ----------------- | -------- |
| 1.      | Alan van Coller     | Południowa Afryka | 1:40,089 |
| 2.      | Rami Zur            | Stany Zjednoczone | 1:40,349 |
| 3.      | Alvydas Duonėla     | Litwa             | 1:40,365 |
| 4.      | Paweł Baumann       | Polska            | 1:42,581 |
| 5.      | Apostolos Papandreu | Grecja            | 1:44,217 |
| 6.      | Tony Lespoir        | Seszele           | 2:02,669 |
| 7.      | Steven Ferguson     | Nowa Zelandia     | 2:06,937 |

### Półfinały
Bieg 1
| Miejsce | Zawodnik           | Państwo    | Wynik    |
| ------- | ------------------ | ---------- | -------- |
| 1.      | Eirik Verås Larsen | Norwegia   | 1:38,361 |
| 2.      | Ákos Vereckei      | Węgry      | 1:38,737 |
| 3.      | Javier Correa      | Argentyna  | 1:39,525 |
| 4.      | Alvydas Duonėla    | Litwa      | 1:40,253 |
| 5.      | Anton Ryakhov      | Uzbekistan | 1:40,737 |
| 6.      | Kimmo Latvamäki    | Finlandia  | 1:40,753 |
| 7.      | Andriej Szkiotow   | Rosja      | 1:40,765 |
| 8.      | Sebastián Cuattrin | Brazylia   | 1:42,213 |
| 9.      | Paweł Baumann      | Polska     | 1:43,125 |

Bieg 2
| Miejsce | Zawodnik             | Państwo           | Wynik    |
| ------- | -------------------- | ----------------- | -------- |
| 1.      | Ian Wynne            | Wielka Brytania   | 1:38,911 |
| 2.      | Lutz Altepost        | Niemcy            | 1:39,643 |
| 3.      | Bâbak Amir-Tahmasseb | Francja           | 1:40,467 |
| 4.      | Rami Zur             | Stany Zjednoczone | 1:40,727 |
| 5.      | Simon Fäh            | Szwajcaria        | 1:41,039 |
| 6.      | Carlos Pérez         | Hiszpania         | 1:41,335 |
| 7.      | Emanuel Silva        | Portugalia        | 1:43,051 |
| 8.      | Michael Kolganov     | Izrael            | 1:43,411 |
| 9.      | Tony Lespoir         | Seszele           | 2:04,975 |

Bieg 3
| Miejsce | Zawodnik            | Państwo           | Wynik    |
| ------- | ------------------- | ----------------- | -------- |
| 1.      | Adam van Koeverden  | Kanada            | 1:38,907 |
| 2.      | Nathan Baggaley     | Australia         | 1:39,031 |
| 3.      | Andrea Facchin      | Włochy            | 1:40,387 |
| 4.      | Alan van Coller     | Południowa Afryka | 1:41,131 |
| 5.      | Anders Gustafsson   | Szwecja           | 1:41,291 |
| 6.      | Petar Merkov        | Bułgaria          | 1:42,207 |
| 7.      | Martin Chorváth     | Słowacja          | 1:43,095 |
| 8.      | Liu Haitao          | Chiny             | 1:46,179 |
| 9.      | Apostolos Papandreu | Grecja            | 1:46,627 |

### Finał
| Miejsce | Zawodnik             | Państwo         | Wynik    |
| ------- | -------------------- | --------------- | -------- |
| 01 !    | Adam van Koeverden   | Kanada          | 1:37,919 |
| 02 !    | Nathan Baggaley      | Australia       | 1:38,467 |
| 03 !    | Ian Wynne            | Wielka Brytania | 1:38,547 |
| 4.      | Eirik Verås Larsen   | Norwegia        | 1:38,667 |
| 5.      | Ákos Vereckei        | Węgry           | 1:39,315 |
| 6.      | Lutz Altepost        | Niemcy          | 1:39,647 |
| 7.      | Bâbak Amir-Tahmasseb | Francja         | 1:40,187 |
| 8.      | Javier Correa        | Argentyna       | 1:40,639 |
| 9.      | Andrea Facchin       | Włochy          | 1:41,575 |